# Versteinerter Wald (Namibia)
Der Versteinerte Wald (afrikaans Versteende Woud, englisch Petrified Forest) im südwestafrikanischen Staat Namibia ist ein versteinerter Wald, wie er auch an verschiedenen anderen Stellen der Erde vorkommt.

## Geographische Lage
Die geologische Fundstätte befindet sich in der nordwestlichen Region Kunene im ehemaligen Damaraland etwa 30 km westlich der Gemeinde Khorixas. Das Areal liegt auf 760 m rund 500 m nördlich der Hauptstraße C39 (MR39).

## Beschreibung
Auf einer Fläche von rund 300 × 800 m sind 50 bis 60 größere fossile Baumstämme verstreut, die zwischen 240 und 300 Millionen Jahre alt sind. Die größten Stämme haben etwa 30 m Länge und bis zu 6 m Umfang. Das längste Exemplar besitzt am oberen Ende immer noch einen Durchmesser von fast 1 m, woraus geschlossen werden kann, dass der lebende Baum noch deutlich höher war.
Die Stämme sind in unzählige kleinere Stücke zerbrochen; doch obwohl es sich um jahrmillionenaltes Gestein handelt, sind die Jahresringe zu erkennen. Da die Stämme keine Reste von Wurzeln aufweisen, nimmt die Wissenschaft an, dass es sich um Treibholz handelte, das – vermutlich aus Angola – durch eine große Überflutung hier angeschwemmt wurde.
Weil die Hölzer zunächst durch Sedimente luftdicht abgedeckt wurden und in ihre Zellen anschließend Kieselsäure eindrang, versteinerten sie im Laufe von Jahrmillionen. Durch Erosion kamen sie wieder ans Tageslicht. Es handelt sich dabei nicht um eine „Versteinerung“ im wörtlichen Sinne, da die organischen Substanzen bei solchen Vorgängen nicht in Gestein umgewandelt, sondern durch Gestein ersetzt werden. Je langsamer dieser Prozess vonstattengeht, desto besser bleibt die Struktur des Holzes mit den Jahresringen erhalten. Von der Kristallisation können auch Strukturen betroffen sein und später sichtbar werden, die nicht von der Pflanze stammen; dies können beispielsweise Insekten sein, die im Inneren als Schädlinge Gänge gegraben hatten.
Während andere Vorkommen von versteinertem Holz auch als Chalcedon mit faseriger oder Opal mit amorpher Struktur auftreten können, bestehen die namibischen Baumstämme aus Jaspis und weisen eine dichte, feinkörnige Konsistenz auf.
Zwischen den versteinerten Baumstämmen findet man auch die sehr langsam wachsende Welwitschie (Welwitschia mirabilis), die Wappenpflanze Namibias.

Übersicht und Details
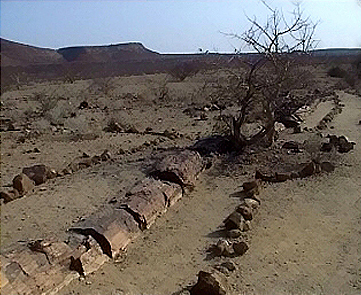
Versteinerter Wald, Übersichtsbild
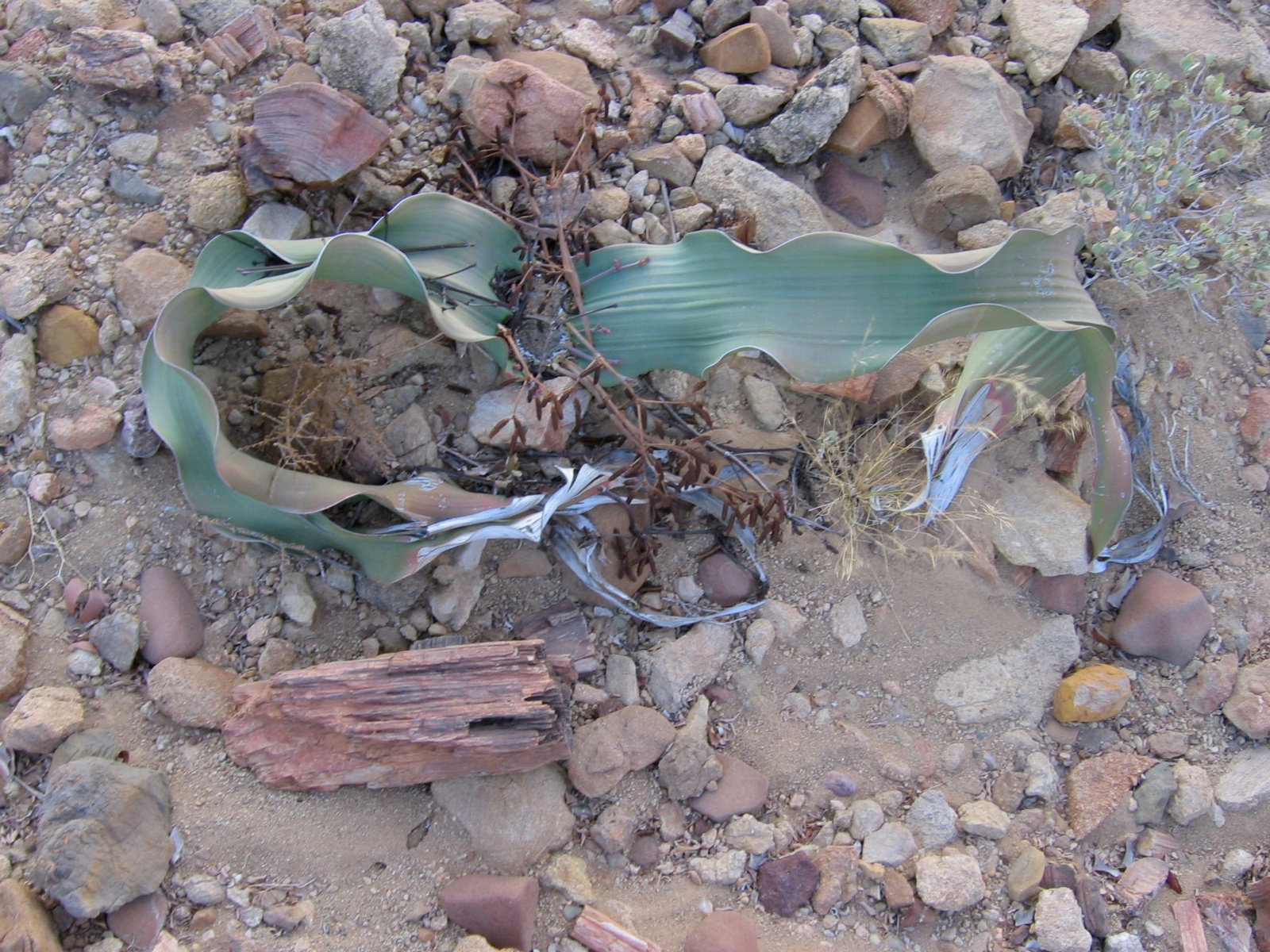
Versteinertes Holz neben Welwitschie
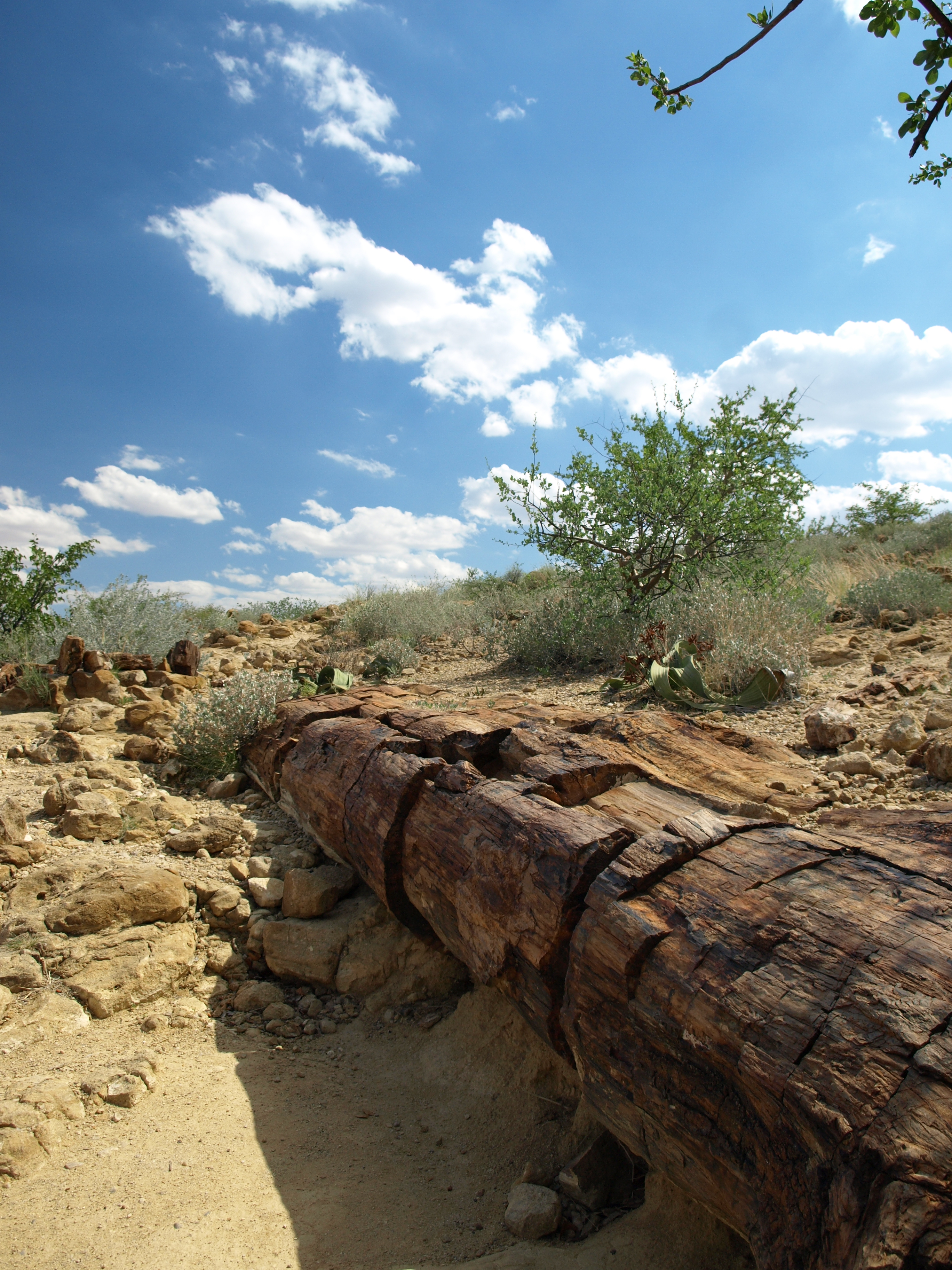
Versteinerter Baumstamm
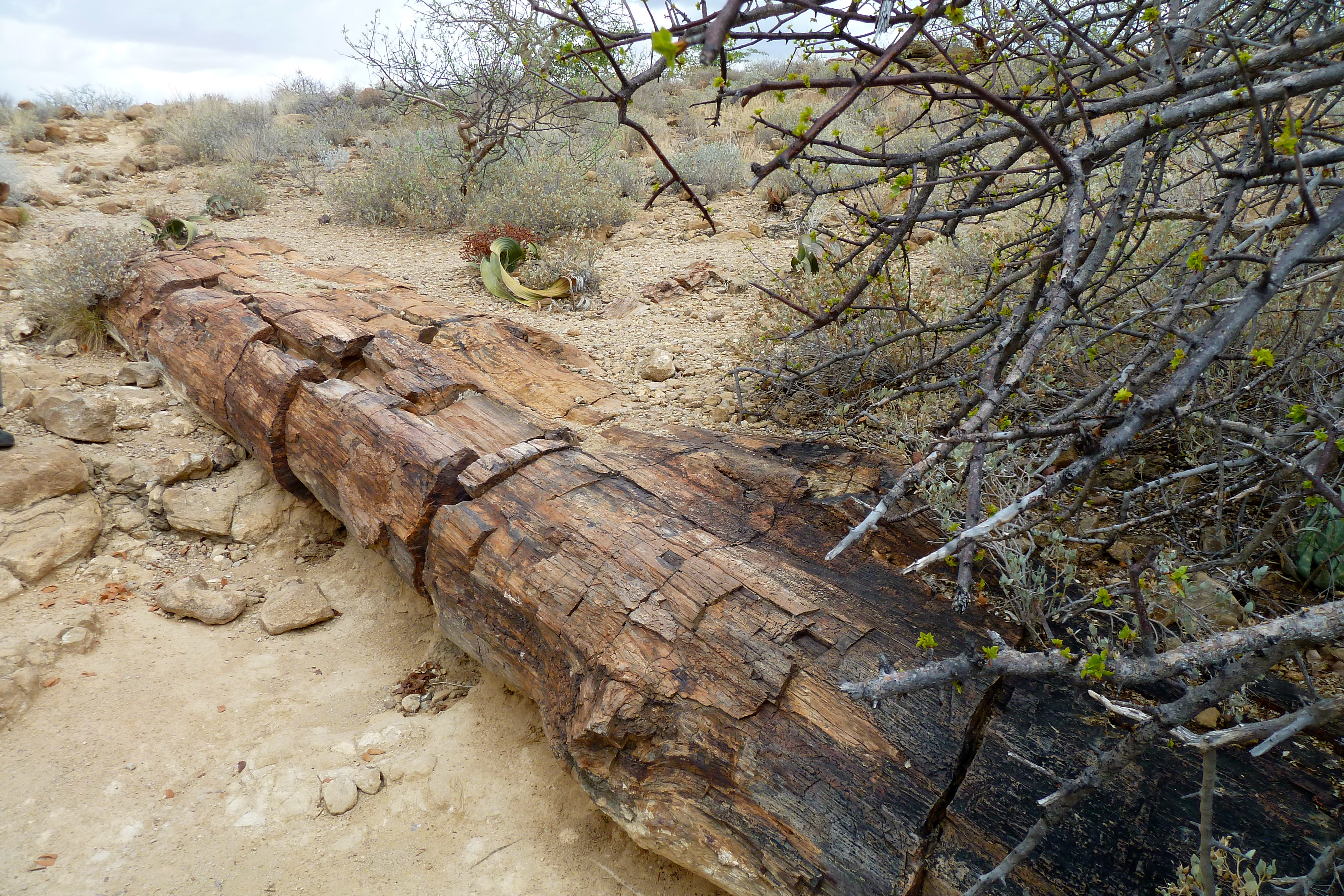
Versteinerter Baumstamm
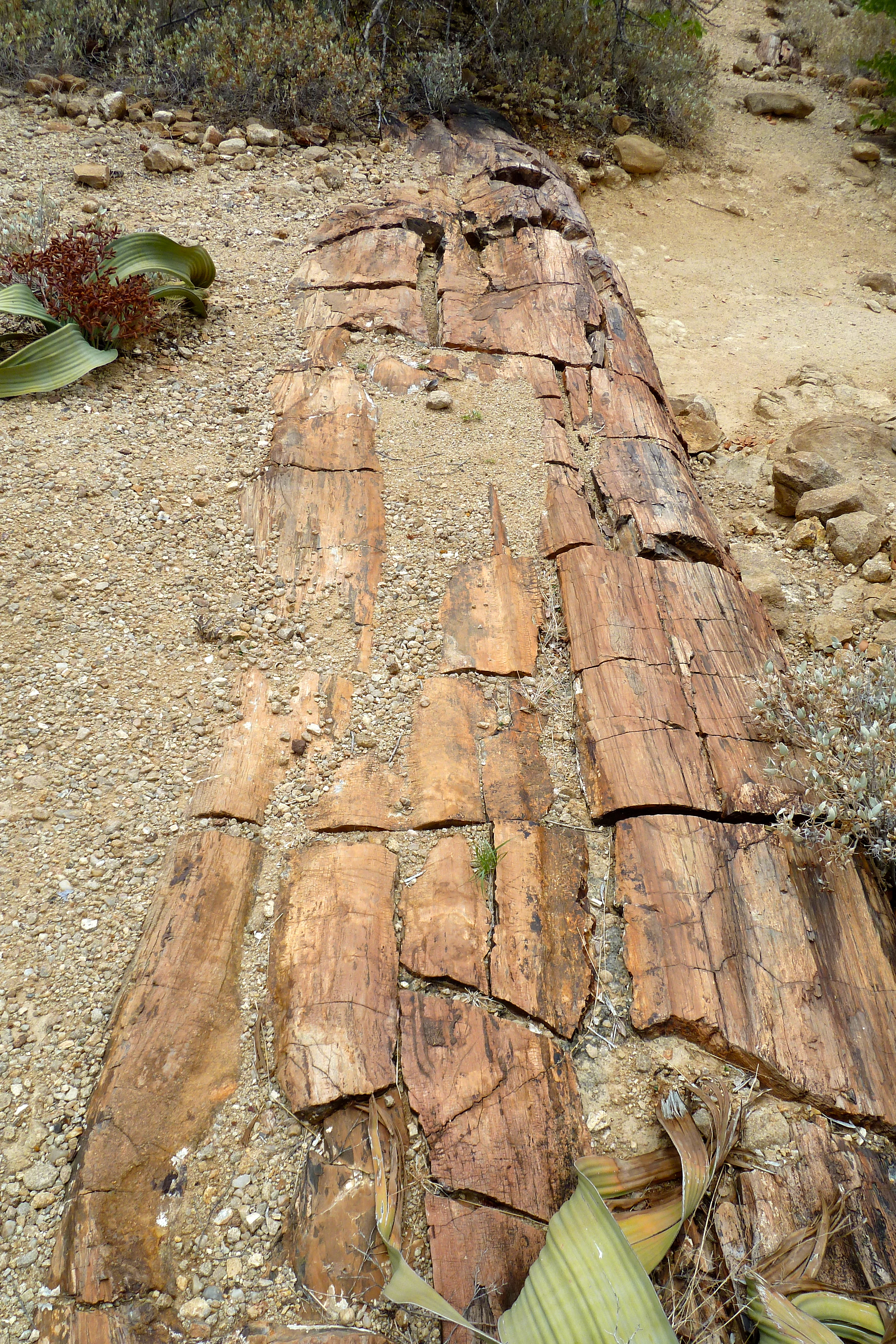
Versteinerter Baumstamm
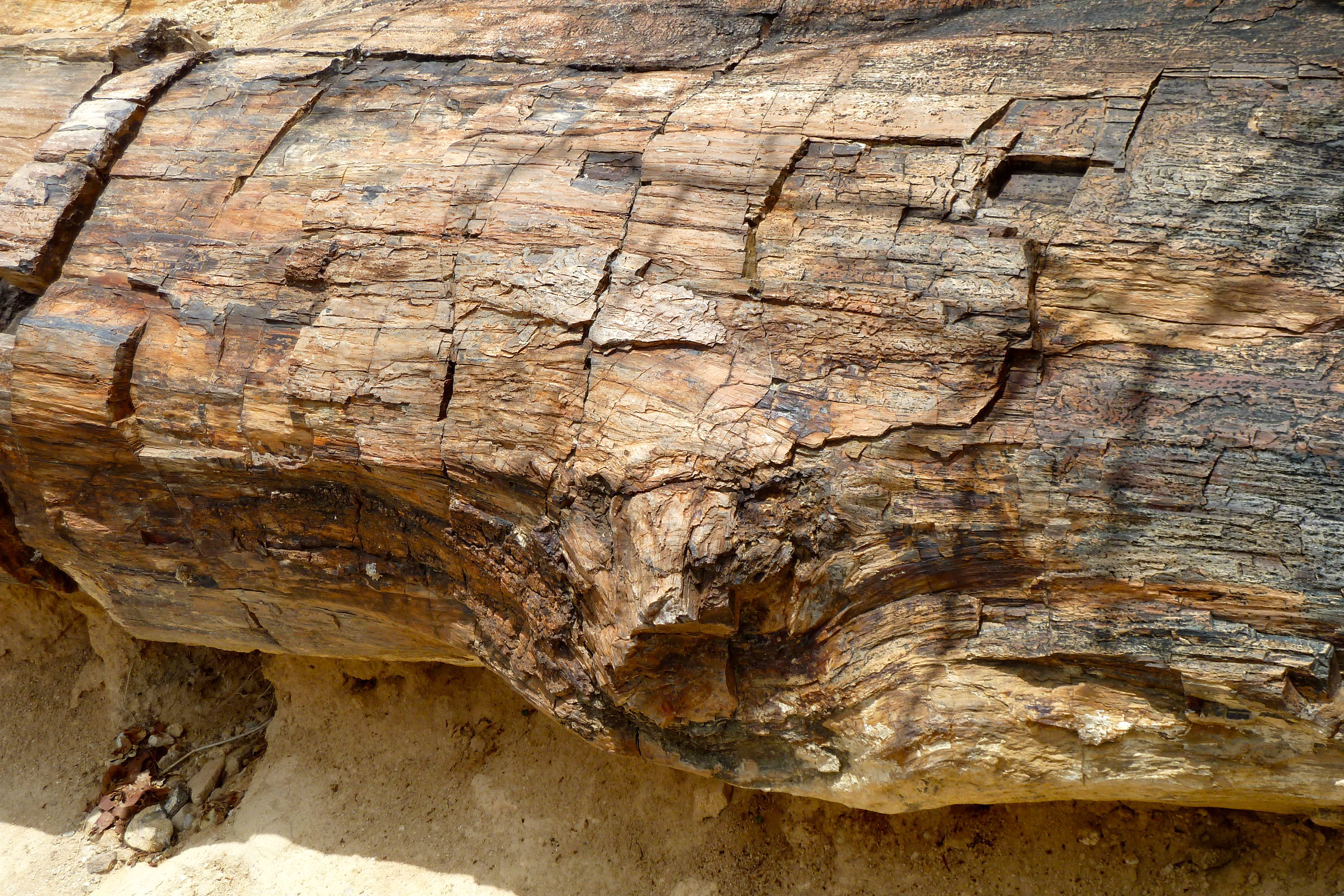
Versteinerter Baumstamm, Detailaufnahme
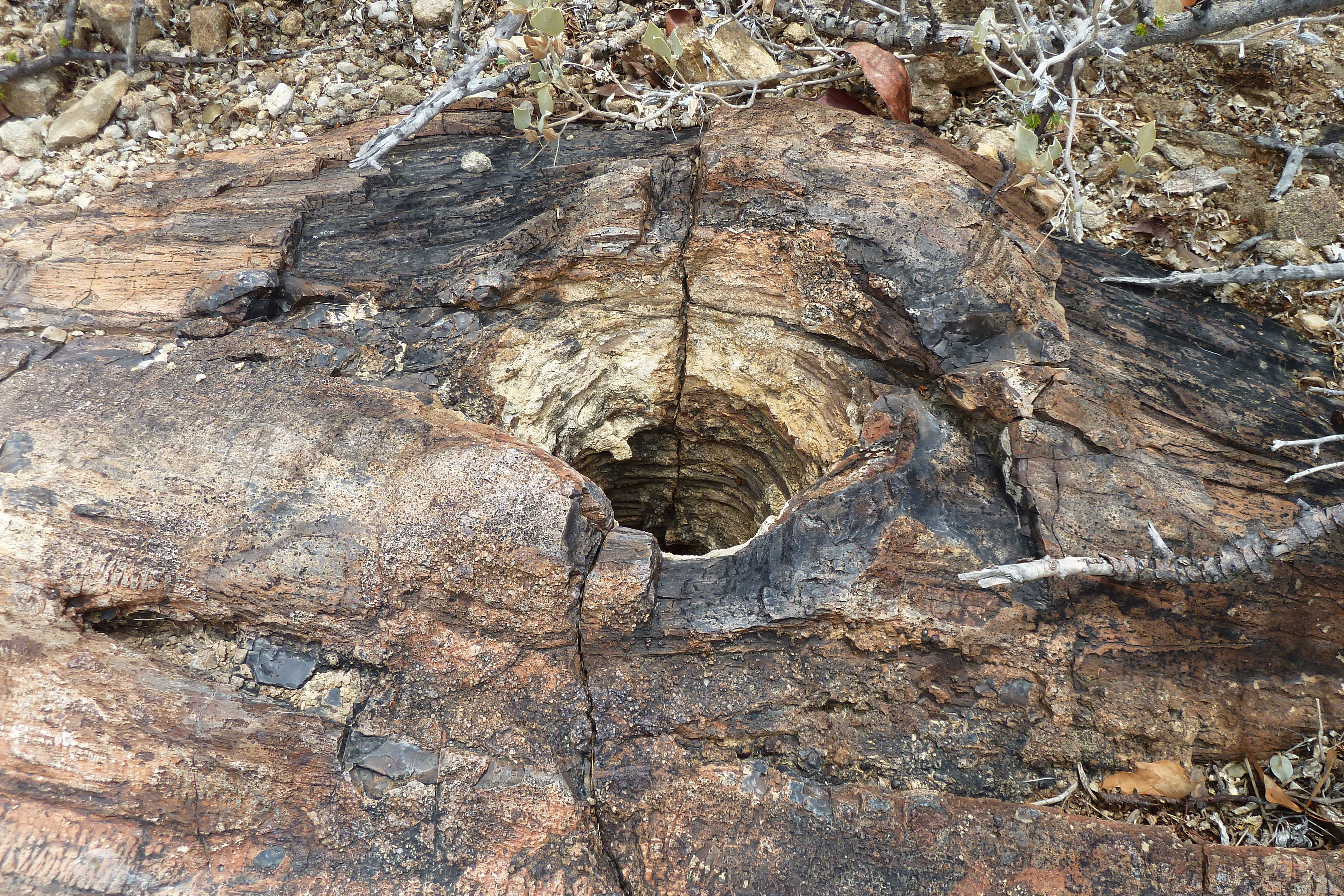
Versteinerter Baumstamm, Astloch
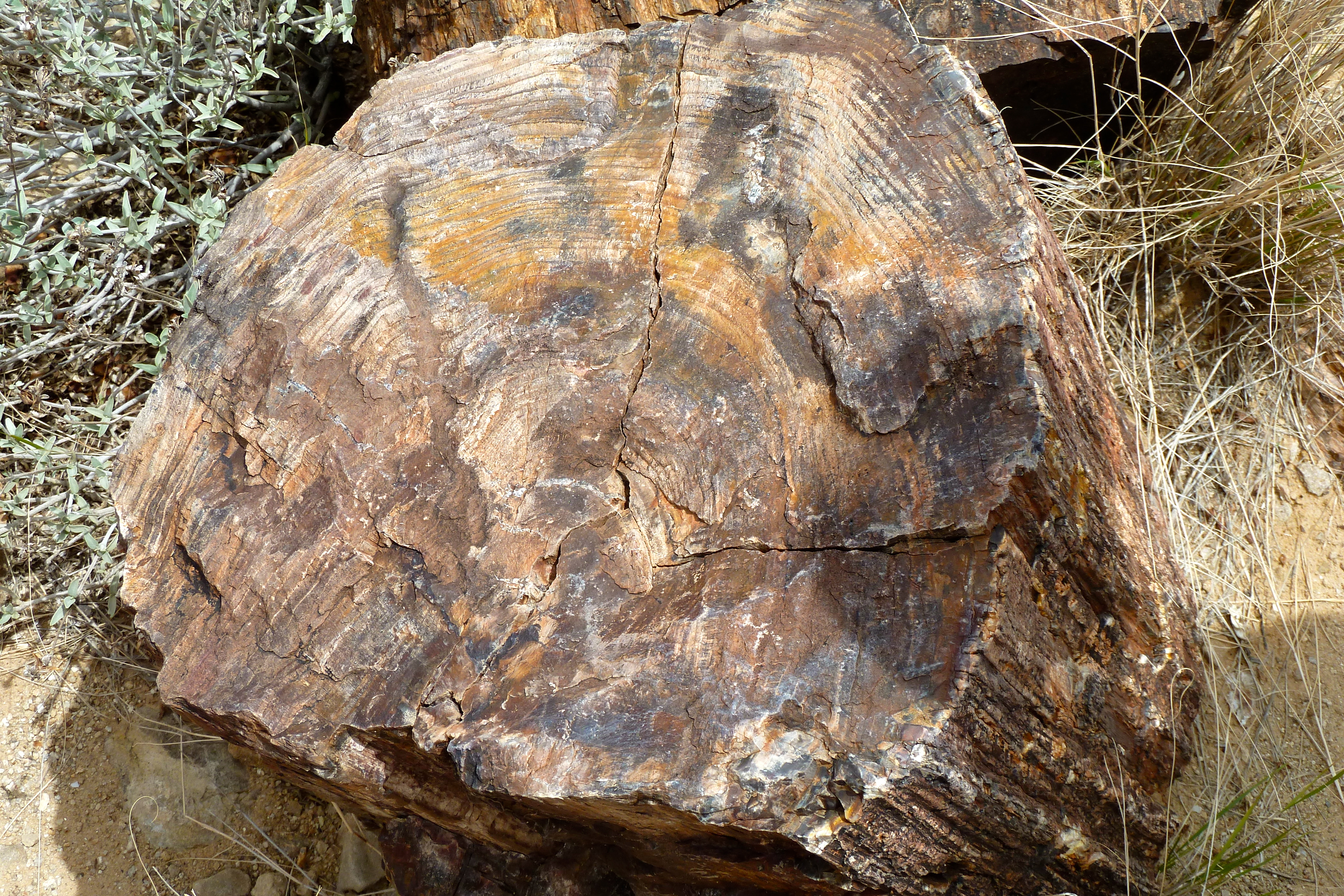
Versteinerter Baumstamm, Querschnitt

## Nationales Denkmal
Das Areal des Versteinerten Waldes wurde am 1. März 1950 kurz nach der Entdeckung zum nationalen Denkmal erklärt. Es sollte schon 1994 unter Naturschutz gestellt werden, doch wurde dies bislang nicht realisiert. Einen gewissen Schutz bietet allerdings, dass das Gebiet nur mit einem Führer betreten werden darf.